# Bataille de Huachi (1821)
Ne doit pas être confondu avec Bataille de Huachi (1820).
La seconde bataille de Huachi est un affrontement militaire qui eut lieu le 12 septembre 1821 près de Quito entre les troupes indépendantistes commandées par Antonio José de Sucre et les troupes royalistes menées par Melchor de Aymerich dans le cadre des guerres d'indépendance en Amérique du Sud.

## Contexte
Victorieux lors de la bataille de Yaguachi, Sucre s'avance vers Quito. Les espagnols qui le suivent de près se positionnent à Huachi où les forces guayaquileñas ont été battues un an auparavant.

## Déroulement
Après un bref contact entre les deux forces, les Espagnols tentent de fuir. Le général José Mires permet aux bataillons Guayaquil et Albion de poursuivre les royalistes, mais ils sont attaqués par la cavalerie et par l'infanterie royaliste qui se retourne et cerne les bataillons patriotes. 

## Conséquences
Sucre blessé, l'armée patriote retourne à Guayaquil avec quelques hommes et laisse sur le champ de bataille de nombreux hommes et matériels.
Les royalistes ont réussi à sauver Quito de l'attaque des indépendantistes.